# 알레스 몬테이루 지 리마
알렉스 몬테이루 지 리마(포르투갈어: Alex Monteiro de Lima, 1987년 3월 25일 ~ )는 흔히 알렉스로 불리는 브라질의 축구 선수로, 포지션은 미드필더이다. 현재 인도 슈퍼리그 잠셰드푸르 FC에서 활약 중이다. K리그 시절 등록명은 알렉스였다.

## 클럽 경력
그레미우 마우아엔시의 유스 선수였던 그는 2008년에 브라질을 떠나 스위스 2부 리그의 FC 오헬른으로 이적했다. 잠시 2009-10 시즌 동안에는 FC 고사우로 임대 이적을 갔고, 다시 오헬른으로 복귀하면서 2시즌 동안 리그 48경기 6골을 기록했다.
2012년 4월 26일, MLS의 시카고 파이어과 계약을 맺어, 2012년 6월 27일자로 여름 이적 시장을 통해 팀에 합류했고, 2015년까지 뛰면서 76경기 3골을 기록했다. 2015년 4월 13일, 휴스턴 다이너모로 트레이드 이적해 2017년까지 뛰면서 77경기 9골을 기록해 부진한 모습을 보였다.
2017 시즌이 끝날 무렵, 알렉스는 휴스턴으로부터 방출되었고, 2018년 대한민국 K리그2의 수원 FC로 이적하고, 그 해 30경기 5골을 기록하면서 시즌을 마쳤다.

### FC 안양
2019년 2월, FC 안양으로 이적해 좋은 모습을 보여주고 있다. 2019년 3월 2일, 안양 소속 첫 리그 경기인 K리그2 개막전 부산 아이파크와의 원정 경기에서 멀티골을 기록해 안양의 4-1 대승에 기여했다.

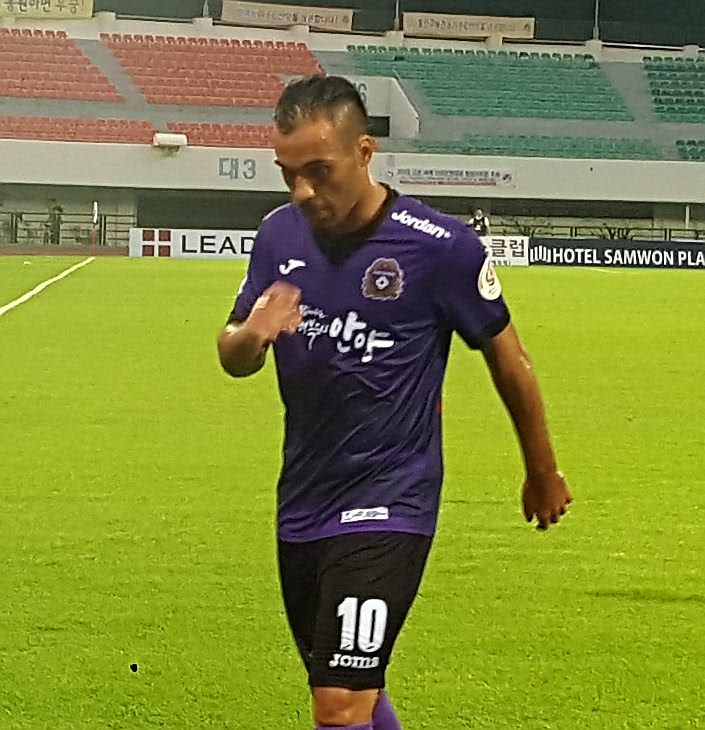
2019년 7월 13일 일 아산 전의 의 알렉스 리마

4월 20일, 아산 무궁화와의 원정 경기에서 선발 출전해 94분 후반 추가시간에 김상원의 크로스를 재치있는 헤딩으로 골을 넣어 안양의 2-0 승리에 기여했다. 4월 28일, 대전 시티즌 원정 경기에서 후반 56분 수비 미스로 흘러나온 공을 득점으로 연결해 안양은 2-0 승리를 거뒀다. 6월 23일, 전남 드래곤즈와의 홈경기에서 선발 출전해 후반 85분 이지남의 핸드볼 파울로 얻은 페널티킥으로 득점해 안양은 2-1로 승리했다. 6월 30일, 수원 FC와의 홈경기에서 54분 김영찬의 핸드볼 파울로 얻은 페널티킥을 파넨카킥으로 성공시켰다. 그리고 79분 조규성의 득점으로 안양은 2-0 승리를 거뒀다. 7월 20일, 선두 광주 FC와의 홈경기에서 86분 골키퍼 머리 위로 넘기는 칩슛으로 골을 넣었다. 안양은 광주를 상대로 7-1 대승을 거두어 광주의 개막 19경기 무패 행진을 끊었다. 7월 28일, 부천 FC와의 홈경기에서 알렉스는 전반전 추가시간에 김상원이 얻어낸 페널티킥을 차 선제골을 넣었다. 결과는 2-2 무승부로 끝났다. 8월 11일, 전남 드래곤즈와의 홈경기에서 1골 1어시스트를 기록해 팀이 4-2 승리를 거두는데 기여했다. 2019시즌 종료 후 K리그2 베스트 11에 선정되었다.

### 호찌민 시티
2020시즌을 앞두고 32세의 나이에 알렉스는 베트남 V리그1의 호찌민 시티 FC에 입단했다.

## 플레이 스타일
좋은 볼 간수 능력과 날카로운 왼발 킥과 패스가 장점이고 역습 상황에서의 전진 능력 또한 뛰어나다.

## 경기 기록
2018년 5월 30일  기준
| 클럽             | 시즌      | 리그              | 리그 | 리그 | 국내 컵 | 국내 컵 | 리그 컵 | 리그 컵 | 기타 | 기타 | 합계 | 합계 |
| 클럽             | 시즌      | 리그              | 출전 | 골   | 출전    | 골      | 출전    | 골      | 출전 | 골   | 출전 | 골   |
| ---------------- | --------- | ----------------- | ---- | ---- | ------- | ------- | ------- | ------- | ---- | ---- | ---- | ---- |
| FC 고사우 (임대) | 2009–10   | 스위스 챌린지리그 | 18   | 2    | 0       | 0       | —       | —       | —    | —    | 18   | 2    |
| FC 오헬른        | 2010–11   | 스위스 챌린지리그 | 23   | 4    | 1       | 0       | —       | —       | —    | —    | 24   | 4    |
| FC 오헬른        | 2011–12   | 스위스 챌린지리그 | 25   | 2    | 1       | 1       | —       | —       | —    | —    | 26   | 3    |
| FC 오헬른        | 합계      | 합계              | 66   | 8    | 2       | 1       | 0       | 0       | 0    | 0    | 68   | 9    |
| 시카고 파이어    | 2012      | 메이저 리그 사커  | 17   | 2    | 0       | 0       | 1       | 1       | —    | —    | 18   | 3    |
| 시카고 파이어    | 2013      | 메이저 리그 사커  | 30   | 1    | 4       | 0       | —       | —       | —    | —    | 34   | 1    |
| 시카고 파이어    | 2014      | 메이저 리그 사커  | 28   | 0    | 3       | 1       | —       | —       | —    | —    | 31   | 1    |
| 시카고 파이어    | 2015      | 메이저 리그 사커  | 1    | 0    | 0       | 0       | —       | —       | —    | —    | 1    | 0    |
| 시카고 파이어    | 합계      | 합계              | 76   | 3    | 7       | 1       | 1       | 1       | 0    | 0    | 84   | 5    |
| 휴스턴 다이너모  | 2015      | 메이저 리그 사커  | 15   | 2    | 2       | 0       | —       | —       | —    | —    | 17   | 2    |
| 휴스턴 다이너모  | 2016      | 메이저 리그 사커  | 30   | 5    | 3       | 2       | —       | —       | —    | —    | 33   | 7    |
| 휴스턴 다이너모  | 2017      | 메이저 리그 사커  | 32   | 2    | 1       | 0       | 5       | 0       | —    | —    | 38   | 2    |
| 휴스턴 다이너모  | 합계      | 합계              | 77   | 9    | 6       | 2       | 5       | 0       | 0    | 0    | 88   | 11   |
| 수원 FC          | 2018      | K리그2            | 30   | 5    | 0       | 0       | —       | —       | —    | —    | 11   | 2    |
| 경력 합계        | 경력 합계 | 경력 합계         | 249  | 25   | 15      | 4       | 6       | 1       | 0    | 0    | 251  | 27   |

1. ↑  스위스컵, US 오픈컵, FA컵 출전
2. ↑  MLS컵 플레이오프 출전